# Hörjelöverenskommelsen
Hörjelöverenskommelsen var en principöverenskommelse som slöts år 1964 mellan de dåvarande enheterna Stockholms läns landstingskommun och Stockholms stad (Stockholm stod vid den tidpunkten utanför såväl län som landsting) om "samordning, utbyggnad och drift av det kollektiva trafiksystemet i Storstockholm".
Denna överenskommelse följdes av en mängd olika avtal mellan olika parter och ändringar i den administrativa indelningen och ledde fram till att all kollektiv lokaltrafik i Stockholms län kom att samlas under AB Storstockholms Lokaltrafik, Sveriges första länstrafikbolag. Överenskommelsen fick namn efter Nils Hörjel, som då var statssekreterare i kommunikationsdepartementet.